# John Yarde-Buller, 2. Baron Churston

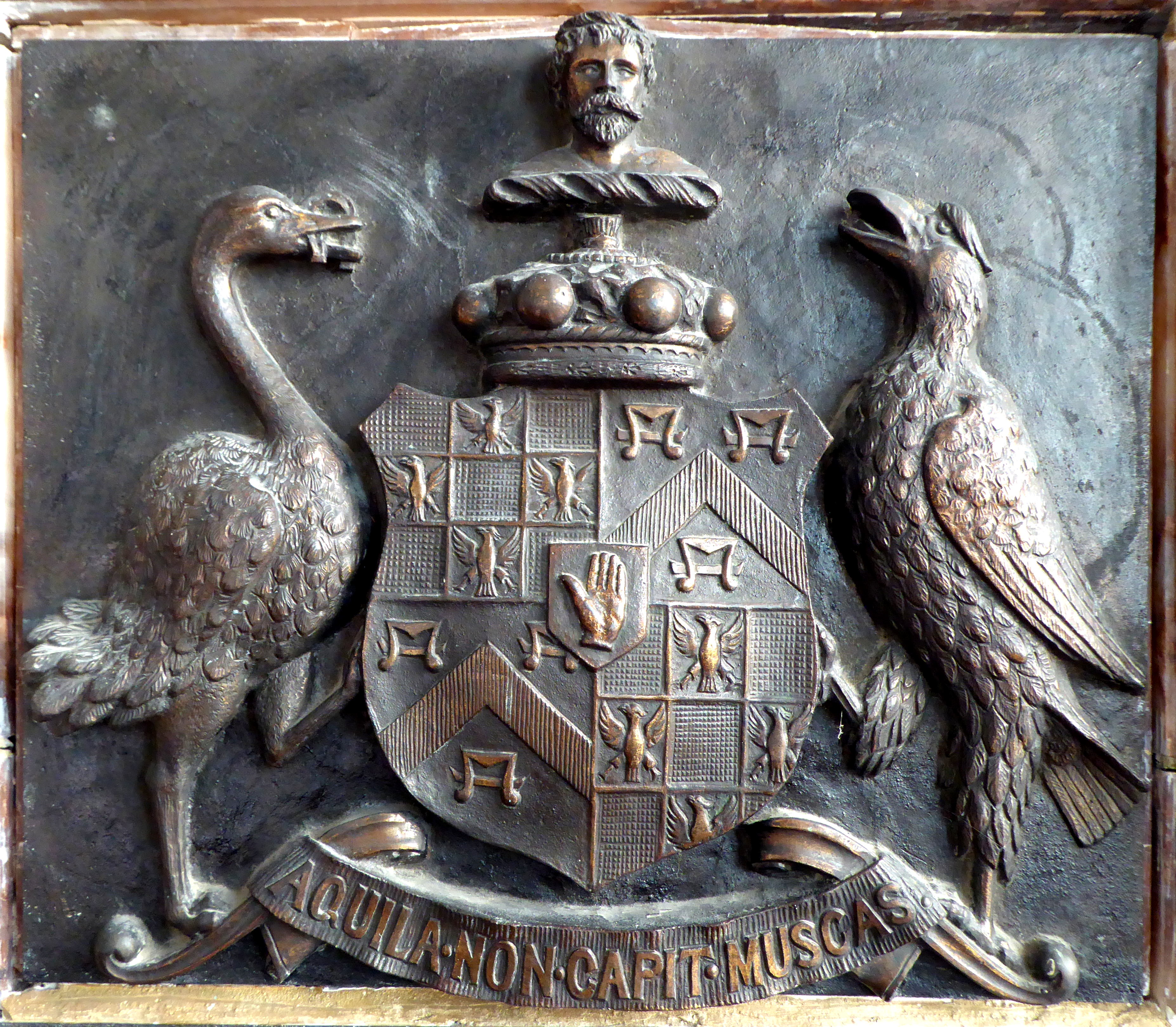
Wappen des John Yarde-Buller, 2. Baron Churston, auf seinem Grabmonument in der Kirche von Churston Ferrers in Devon

John Yarde-Buller, 2. Baron Churston (* 26. Oktober 1846; † 30. November 1910 in Lupton House, Brixton, Surrey) war ein britischer Peer und Offizier.
John Yarde-Buller war ältester Sohn von Hon. John Yarde-Buller, dem ältesten Sohn von John Yarde-Buller, 1. Baron Churston, und Charlotte, einer Tochter von Edward Sacheverell Chandos-Pole, Gutsherr von Radbourne Hall in Derbyshire.
Von 1855 bis 1863 besuchte er das Eton College. Anschließend trat er als Offizier der Scots Guards in die British Army ein, wo er 1869 den Rang eines Captain erreichte. Beim Tod seines Großvaters am 4. September 1871 erbte er dessen Adelstitel als 2. Baron Churston und 4. Baronet, of Lupton House, sowie dessen Ländereien, etwa 11.000 Morgen. Mit dem Baronstitel war ein Sitz im britischen House of Lords verbunden. Im selben Jahr schied er aus dem aktiven Militärdienst aus. Später wurde er Major einer Milizeinheit der Royal Artillery (The Devon Artillery (Western Division, RA)). Er bekleidete auch das Amt eines Friedensrichters für Devon.
1872 heiratete er Hon. Barbara Yelverton (1849–1924), das einzige Kind von Admiral Sir Hastings Yelverton und von Barbara Yelverton, 20. Baroness Grey de Ruthyn, in Kilmarnock, Ayrshire. Sie hatten gemeinsam zwei Söhne und eine Tochter.
Als er 1910 starb, erbte sein älterer Sohn John Yarde-Buller (1873–1930) seine Adelstitel. Über ihn ist er Urgroßvater von Aga Khan IV.